# Miner.hu
Miner.hu es un motor de búsqueda vertical para buscar blogs, vídeos y otros contenidos en húngaro en Internet. A mayo de 2008, Miner.hu posee un índice de 167.000 blogs, 8.100.000 entradas de blogs y 1.300.000 de videos lo que lo convierte en el mayor buscador de blogs en húngaro. Miner.hu fue fundada por András Bártházi de Wish Internet Consulting.
A mayo de 2008, Miner.hu tiene un motor de búsqueda de blog (con 7 motores de búsqueda especializados y varios agregadores sobre desarrollo web, marketing en línea, cine y series, la moda, el bibliotecario, médicos y los blogs de fotos), un motor de búsqueda de vídeo, buscador para Twitter focalizado en los tuits en húngaro. Miner.hu también tiene un "Trends" (o Tendencias) de la página, que muestra los temas actuales de la blogosfera húngaro.
Posee un servicio de API, para que los desarrolladores pueden crear sus propios mashups basados en diferentes tipos de consultas de búsqueda.